# Ад Октавум
44° 49′ 08″ С; 20° 31′ 31″ И / 44.818925° С; 20.525401° И
Ад Октавум је утврђење подигнуто на самој обали Дунава, у раном средњем веку, за време владавине цара Јустинијана (527.-565.), на месту званом Градина, на око 2 км од села Вишњица.

## Археолошка ископавања
Ископавања на овом локалитету изводио је Музеј града Београда 1955. и 1964. године.
Анализом добијених података утврђено је да је каструм био правоугаоног облика, димензија 180 х 100 метара и да су бедеми грађени наизменично од великих камених тесаника и опеке, а са јужне стране откривени су и остаци кружне куле. На западној страни утврђења откривена је некропола и гробови.
Остаци архитектуре потврђују историјске податке о снажном утврђењу у склопу лимеса, које је саграђено као заштита од упада варварских племена са леве обале Дунава.
На локалитету су констатовани трагови старијих и млађих култура од римске до средњовековне, на још неиспитаним деловима, што говори да је овај терен био настањен током дужег периода, од антике, до касног средњег века.
Прве податке о овом утврђењу даје писац Јустинијаногов времена – Прокопије, који наводи да је на осмој миљи од Сингидунума саграђено утврђење Октавум, који се налази на одлично стратешки изабраном месту.
Са јужне стране откривени су остаци кружне куле, а на западној страни утврђења откривена је некропола и гробови. Постоје претпоставке да су двојица београдских мученика Хермил и Стратоник („чија су тела испливала низводно од Сингидунума, на месту где су и сахрањени“) сахрањени управо овде. Сахрањивање је вршено у гробовима изведеним од опеке или слободним укопавањем у земљу.
Веома драгоцен налаз са овог локалитета представља  хришћански  накит као гробни прилог из VI века –  златна огрлица са два медаљона и крстом.
Данас је локалитет под заштитом Завода за заштиту споменика културе града Београда. Заштићено налазиште обухвата утврђење Ад Октавум и некрополе у непосредној близини.